# Espadarana durrellorum
Espadarana durrellorum é uma espécie de anfíbio anuro da família Centrolenidae. Está presente no Equador.